# ليموريات قديمة
الليموريات القديمة، اسمها الشائع الليمورات السعدانية (الاسم العلمي:‡Archaeolemuridae)، هي أسرة منقرضة من الحيوانات تتبع الفصيلة الإندرية من رتبة الرئيسيات.